# System Center Virtual Machine Manager
System Center Virtual Machine Manager (SCVMM) forma parte de la familia de soluciones de administración y reporte de Microsoft System Center junto con herramientas que fueron lanzadas previamente como Microsoft Operations Manager y Microsoft Systems Management Server. SCVMM está diseñado para la administración de un número grande de servidores virtuales basados en Microsoft Virtual Server y Hyper-V, y fue liberado para clientes empresariales en octubre de 2007 También está disponible una versión independiente para pequeñas y medianas empresas.
SCVMM permite aumentar la utilización del servidor físico, al posibilitar una consolidación rápida y simple de la infraestructura virtual; esto es soportado mediante identificación del 'consolidation candidate', rápida migración Física a Virtual (P2V) y localización inteligente de la carga de trabajo basada en los datos de performance y las políticas de negocio definidas por el usuario. Posibilita una administración centralizada de la infraestructura de  máquinas virtuales (VM) y el aprovisionamiento de nuevas máquinas virtuales por parte del administrador y de usuarios autorizados, a través de herramientas de autoservicio.
La última versión liberada es Microsoft System Center Virtual Machine manager 2008 R2, que incorporó nuevas características, entre ellas Live Migration. 
Está disponible un pre-release de System Center Virtual Machine Manager 2012. Esta versión permite la creación y administración de nubes privadas montadas en hosts de Hyper-V, VMware y XenServer.